# العقوبات الدولية خلال الأزمة الأوكرانية

روسيا
----دول فرضت عقوبات على روسيا:
دول فرضت عقوبات
دول اتحاد أوروبي وبالتالي فرضت عقوبات بصورة مجمعة

فرضت عقوبات دولية خلال الحرب الروسية الأوكرانية من قبل عدد كبير من البلدان ضد روسيا و‌شبه جزيرة القرم في أعقاب الغزو الروسي لأوكرانيا، الذي بدأ في أواخر فبراير 2014. وقد فرضت الجزاءات من جانب الولايات المتحدة و‌الاتحاد الأوروبي وغيرها من البلدان والمنظمات الدولية ضد الأفراد والأعمال التجارية والمسؤولين من روسيا وأوكرانيا. ردت روسيا على عدد من البلدان، بما في ذلك فرض حظر كامل على الواردات الغذائية من الاتحاد الأوروبي والولايات المتحدة و‌النرويج و‌كندا و‌أستراليا.
ولا تزال الجزاءات التي فرضها الاتحاد الأوروبي والولايات المتحدة سارية المفعول اعتبارا من مايو 2019. وفي ديسمبر 2019، أعلن الاتحاد الأوروبي تمديد الجزاءات حتى 31 يوليو 2020. وفي ديسمبر 2020، مدد الاتحاد الأوروبي مرة أخرى الجزاءات حتى 31 يوليو 2021.
لقد ساهمت العقوبات في انهيار الروبل الروسي والأزمة المالية الروسية. وتسببت أيضاً في أضرار اقتصادية لعدد من بلدان الاتحاد الأوروبي، حيث قُدرت الخسائر الإجمالية بمبلغ 100 مليار يورو (حتى عام 2015). وفي عام 2014، أعلن وزير المالية الروسي أن الجزاءات كلفت روسيا 40 مليار دولار، مع خسارة قدرها 100 مليار دولار أخرى في عام 2014 نتيجة لانخفاض سعر النفط في نفس العام بسبب تخمة النفط في عام 2010. وفي أعقاب أحدث العقوبات التي فرضت في أغسطس 2018، بلغت الخسائر الاقتصادية التي تكبدتها روسيا نحو 0.5% إلى 1.5% من نمو الناتج المحلي الإجمالي.
وبالإضافة إلى العقوبات اتهم الرئيس الروسي فلاديمير بوتين الولايات المتحدة بالتآمر مع السعودية لإضعاف الاقتصاد الروسي عمدا من خلال خفض أسعار النفط. حيث خسرت روسيا بحلول منتصف عام 2016 ما يقدر بمائة وسبعين مليار دولار بسبب العقوبات المالية بالإضافة إلى أربعمائة مليار دولار خسائر من عائدات النفط والغاز.
وبحسب مسؤولين أوكرانيين فإن العقوبات أجبرت روسيا على تغيير نهجها تجاه أوكرانيا وتقويض التقدم العسكري الروسي في المنطقة ويقول ممثلو هذه الدول إنهم لن يرفعوا العقوبات المفروضة على روسيا إلا بعد وفاء موسكو باتفاقيات مينسك الثانية.

## خلفية الأحداث
ردًّا على ضمّ القرم إلى الاتحاد الروسي، فرضت بعض الحكومات والمنظمات الدولية، بقيادة الولايات المتحدة والاتحاد الأوروبي، عقوبات على الأفراد والشركات الروسية. مع توسّع الاضطرابات في أجزاء أخرى من شرق أوكرانيا، وتفاقمها لاحقًا إلى الحرب الدائرة في منطقة دونباس، زاد نطاق العقوبات. عمومًا، فُرضت ثلاثة أنواع من العقوبات: حظر على التزوّد بالتكنولوجيا للتنقيب عن النفط والغاز، وحظر على تقديم الائتمانات لشركات النفط الروسية ومصارف الدولة، وقيود على سفر المواطنين الروس المؤثرين المقرَّبين من الرئيس بوتين والمتورطين في ضم القرم. ردّت الحكومة الروسية بالمثل، إذ فرضت عقوبات على بعض الشخصيات الكندية والأمريكية، وفي أغسطس 2014، فرضت حظرًا كاملًا على الواردات الغذائية من الاتحاد الأوروبي والولايات المتحدة والنرويج وكندا وأستراليا.

## العقوبات على الأفراد والشركات والمسؤولين الروس والأوكرانيين

### الجولة الأولى: مارس/أبريل 2014
في 6 مارس 2014، تذرّع الرئيس الأمريكي باراك أوباما بقانون القوى الاقتصادية الطارئة الدولية وقانون الطوارئ الوطنية -من بين أمور أخرى- لتوقيع أمر تنفيذي يعلن حالة الطوارئ الوطنية ويأمر بفرض العقوبات -من ضمنها حظر السفر وتجميد الأصول الأمريكية- على الأفراد الذين «أكدوا السلطة الحكومية في منطقة القرم دون تصريح من حكومة أوكرانيا» والذين تبيّن أن تصرفاتهم -من ضمن أمور أخرى- «تقوّض العمليات والمؤسسات الديمقراطية في أوكرانيا».
في 17 مارس 2014، فرضت الولايات المتحدة والاتحاد الأوروبي وكندا عقوبات محددة الأهداف، وذلك في اليوم التالي لاستفتاء القرم وقبل ساعات قليلة من توقيع الرئيس الروسي فلاديمير بوتين مرسومًا يعترف بشبه جزيرة القرم دولة مستقلة ويمهّد الطريق لضم القرم إلى روسيا. استهدفت عقوبة الاتحاد الأوروبي الرئيسية «منع … الأشخاص الطبيعيين المسؤولين عن الأعمال التي تقوّض ... وحدة أراضي ... أوكرانيا، والأشخاص الطبيعيين المرتبطين بهم على النحو الوارد في الضم من الدخول إلى أراضيهم». فرض الاتحاد الأوروبي عقوباته «في ظل غياب خطوات للتهدئة من جانب الاتحاد الروسي» من أجل إنهاء العنف في شرق أوكرانيا. أوضح الاتحاد الأوروبي في الوقت نفسه أنه «مستعد للتراجع عن قراراته ومعاودة الانخراط مع روسيا في حال بدأت بالمساهمة في إيجاد حل للأزمة الأوكرانية بنشاط ودون غموض». كانت عقوبات 17 مارس أوسع العقوبات نطاقًا على روسيا منذ انهيار الاتحاد السوفيتي عام 1991. فرضت اليابان أيضًا عقوبات على روسيا تضمنت تعليق المحادثات المتعلقة بالمسائل العسكرية والمساحة والاستثمار وشروط الحصول على التأشيرة، ثم وسّعت الحكومة الأمريكية العقوبات بعد أيام معدودة.
في 19 مارس، فرضت أستراليا عقوبات على روسيا بعد ضمّها لشبه جزيرة القرم. استهدفت هذه العقوبات المعاملات المالية وحظر السفر على أولئك الذين أدّوا دورًا أساسيًا في التهديد الروسي لسيادة أوكرانيا. وُسِّعت العقوبات الأسترالية في 21 مايو.
في أوائل أبريل، فرضت ألبانيا وأيسلندا والجبل الأسود، بالإضافة إلى أوكرانيا، نفس حظر السفر والقيود التي فرضها الاتحاد الأوروبي في 17 مارس. قال إيغور لوكشيتش -وزير خارجية الجبل الأسود- إنه على الرغم من «التقاليد العريقة» للعلاقات الجيدة مع روسيا، فإن الانضمام إلى الاتحاد الأوروبي في فرض العقوبات «كان دائمًا الخيار المنطقي الوحيد». في وقت سابق في شهر مارس، فرضت مولدوفا نفس العقوبات على رئيس أوكرانيا السابق فيكتور يانوكوفيتش وعدد من المسؤولين الأوكرانيين السابقين، وفقًا لما أعلنه الاتحاد الأوروبي في 5 مارس.
ردًا على العقوبات التي فرضتها الولايات المتحدة والاتحاد الأوروبي، أصدر مجلس الدوما (البرلمان الروسي) بالإجماع قرارًا يطالب بإدراج جميع أعضاء مجلس الدوما في قائمة العقوبات. توسّعت العقوبات بعد أيام قليلة لتشمل رجال وسيدات الأعمال الروس البارزين.

### الجولة الثانية: أبريل 2014
في 10 أبريل، علّق مجلس أوروبا حق وفد روسيا في التصويت.
في 28 أبريل، فرضت الولايات المتحدة حظرًا على المعاملات التجارية داخل أراضيها لسبعة مسؤولين روس، من ضمنهم إيغور سيتشين -الرئيس التنفيذي لشركة النفط الروسية الحكومية روسنفت- و 17 شركة روسية.

في نفس اليوم، أصدر الاتحاد الأوروبي حظر سفر على 15 شخصًا آخرين. وصرّح الاتحاد الأوروبي عن أهداف عقوبات الاتحاد الأوروبي على النحو التالي:
إن العقوبات ليست جزائية، ولكنها مصممة لإحداث تغيير في سياسة البلد أو الكيانات أو الأفراد المستهدَفين أو نشاطهم. تستهدف التدابير دائمًا مثل هذه السياسات أو النشاطات ووسائل إجرائها والمسؤولين عنها. في الوقت نفسه، يبذل الاتحاد الأوروبي قصارى جهده لتقليل العواقب الوخيمة على السكان المدنيين أو النشاطات المشروعة.

### الجولة الثالثة: 2014 - حتى الآن
ردًّا على الحرب المتصاعدة في دونباس، وسّعت الولايات المتحدة في 17 يوليو 2014 حظرها على المعاملات ليشمل شركتي طاقة روسيتين رئيسيتين هما روسنفت ونوفاتك، ومصرفين هما غازبروم بانك وفي إي بي. وحثّت الولاياتُ المتحدة في اليوم السابق زعماءَ الاتحاد الأوروبي على الانضمام إلى الموجة الثالثة التي توجّه الاتحاد الأوروبي لبدء صياغة العقوبات الأوروبية. في 25 يوليو، وسّع الاتحاد الأوروبي رسميًا عقوباته لتشمل 15 فردًا و 18 كيانًا إضافيًا، تلاها ثمانية أفراد وثلاثة كيانات في 30 يوليو. في 31 يوليو 2014، فرض الاتحاد الأوروبي الجولة الثالثة من العقوبات التي تضمنت حظرًا على الأسلحة والعتاد ذي الصلة، وحظرًا على منتجات الاستخدام الثنائي والتكنولوجيا المعَدَّة للاستخدام العسكري أو للمستخدمين العسكريين، وحظرًا على واردات الأسلحة والعتاد ذي الصلة، وضوابط على تصدير المعدات اللازمة لصناعة النفط، وقيودًا على إصدار بعض السندات أو الأسهم أو الأدوات المالية المماثلة وتداولها على فترات استحقاق تزيد عن 90 يومًا (خُفِّضت في سبتمبر 2014 إلى 30 يومًا)
في 24 يوليو 2014، استهدفت كندا الأسلحة الروسية والكيانات المالية والمعنية بالطاقة.
في 5 أغسطس 2014، جمّدت اليابان أصول «الأفراد والجماعات الداعمة لفصل شبه جزيرة القرم عن أوكرانيا» وقيّدت الواردات من شبه جزيرة القرم. جمّدت اليابان أيضًا الأموال المخصصة للمشاريع الجديدة في روسيا بما يتماشى مع سياسة البنك الأوروبي لإعادة البناء والتنمية.
في 8 أغسطس 2014، أعلن رئيس الوزراء الأسترالي توني أبوت أن أستراليا «تعمل من أجل» فرض عقوبات أكثر صرامة على روسيا، والتي ينبغي تنفيذها في الأسابيع المقبلة.

## العقوبات الروسية المضادة
بعد ثلاثة أيام من أول عقوبات ضد روسيا، في 20 مارس 2014، نشرت وزارة الخارجية الروسية قائمة بالعقوبات المتبادلة ضد مواطنين أمريكيين معينين، والتي كانت تتألف من عشرة أسماء، من بينهم رئيس مجلس النواب جون بينر، والسيناتور جون ماكين، واثنين من مستشاري باراك أوباما. وذكرت الوزارة في البيان "ان معاملة بلادنا بهذه الطريقة، كما يمكن ان تتأكد واشنطن بالفعل، أمر غير ملائم ويأتي بنتائج عكسية"، واكدت مجددا ان العقوبات ضد روسيا سيكون لها مردود سيء. وفي 24 مارس، منعت روسيا ثلاثة عشر مسؤولا كنديا، بمن فيهم أعضاء في البرلمان الكندي، من دخول البلد.

## معارضة العقوبات
وتعد إيطاليا والمجر واليونان وفرنسا وقبرص وسلوفاكيا من بين أكثر دول الاتحاد الأوروبي شكوكًا بشأن العقوبات ودعت إلى مراجعة العقوبات. صرح رئيس الوزراء المجري فيكتور أوربان أن أوروبا "أوقعت نفسها في القدم" من خلال فرض عقوبات اقتصادية. وصرح رئيس الوزراء البلغاري بويكو بوريسوف: "لا أعرف كيف تتأثر روسيا بالعقوبات، لكن بلغاريا تتأثر بشدة". كما قال الرئيس التشيكي ميلوش زيمان ورئيس الوزراء السلوفاكي روبرت فيكو إنه ينبغي رفع العقوبات.,
في عام 2015 ، قال رئيس الوزراء اليوناني أليكسيس تسيبراس مرارًا وتكرارًا إن اليونان ستسعى لإصلاح العلاقات بين روسيا والاتحاد الأوروبي من خلال المؤسسات الأوروبية. وقال تسيبراس أيضًا إن اليونان لا تؤيد العقوبات الغربية المفروضة على روسيا، مضيفًا أنها تخاطر ببدء حرب باردة أخرى.
وعارض عدد من رجال الأعمال في فرنسا وألمانيا العقوبات.,, قال وزير الاقتصاد الألماني زيجمار جابرييل إن الأزمة الأوكرانية يجب حلها بالحوار وليس المواجهة الاقتصادية، وأضاف في وقت لاحق أن تشديد العقوبات ضد روسيا "سيؤدي إلى وضع أكثر خطورة ... في أوروبا".
في كانون الثاني (يناير) 2017 ، أعرب وزير الاقتصاد السويسري والرئيس السابق لسويسرا يوهان شنايدر أمّان عن قلقه بشأن الضرر الذي تلحقه العقوبات بالاقتصاد السويسري، وأعرب عن أمله في أن تنتهي قريبًا. تم الإبلاغ عن محاولة بعض الشركات، وعلى الأخص شركة سيمنز لتقنيات التوربينات الغازية المحدودة ولوفتهانزا سيرفيس هولدينج، تجاوز العقوبات وتصدير توربينات توليد الطاقة إلى شبه جزيرة القرم المرفقة.
في أكتوبر 2017 ، أضاف وزير الشؤون الخارجية والتجارة المجري بيتر شيجارتو أن العقوبات "لم تكن ناجحة تمامًا لأن روسيا ليست على ركبتيها اقتصاديًا، ولكن أيضًا بسبب وجود العديد من الأضرار التي لحقت باقتصاداتنا، ومن الناحية السياسية، لدينا لم يكن هناك تقدم حقيقي إلى الأمام فيما يتعلق باتفاقية مينسك ".
في مايو 2018 ، قال نائب رئيس الحزب الديمقراطي الحر في ألمانيا ونائب رئيس البوندستاغ فولفجانج كوبيكي إنه يتعين على ألمانيا "اتخاذ خطوة أولى تجاه روسيا من خلال تخفيف العقوبات الاقتصادية" لأن "ألمانيا وحدها هي التي تقرر ذلك. "و" لا يحتاج إلى موافقة الآخرين ".
في فبراير 2019 ، قال مستشار المستشار البلدي لبلدية فيرونا، عضو مجلس النواب فيتو كومينسيني، إن العقوبات ضد روسيا تسببت في أضرار جسيمة للاقتصاد الإيطالي، مما أدى إلى تكبد البلاد خسائر كل يوم بمقدار ملايين اليورو.
في مارس 2022 ، أعلن عضو المجلس السويسري السابق كريستوف بلوخر عن مبادرة الاقتراع "Pro Souveräne Schweiz" (PSS) ، والتي من شأنها تعديل "الحياد الكامل" للدستور السويسري. إذا تمت الموافقة، فإن العقوبات الاقتصادية على سبيل المثال ضد روسيا في عام 2022 ، ستشكل انتهاكًا للحياد السويسري. تم إطلاق المبادرة في سبتمبر 2022 بدعم من حزب الشعب السويسري (SVP). في وقت لاحق، صوت المشرع السويسري ضد مراجعة قانونها لفرض عقوبات مستقلة.,
في مارس 2022 ، أعربت الصين عن معارضتها للعقوبات المفروضة على روسيا كعقوبة لغزو أوكرانيا.
كانت الصين تزود الشركات الروسية بمعدات "مزدوجة الاستخدام". كشفت البيانات الجمركية أن الشركات الصينية أرسلت 1000 بندقية هجومية ودروع واقية وطائرات بدون طيار إلى الكيانات الروسية بين يونيو وديسمبر 2022. تم شحن البنادق الهجومية الصينية، بنادق CQ-A، مباشرة من China North Industries Group Corporation Limited إلى شركة Tekhkrim الروسية . كما تم إرسال قطع غيار الطائرات الصينية بدون طيار والدروع الواقية من الرصاص إلى روسيا عبر تركيا. كما ورد أن أجزاء الطائرات المسيرة مثل الكاميرات والبطاريات وصلت إلى موزع روسي صغير عبر الإمارات. كما ساعدت الإمارات جزئياً في شحنة من الدروع الواقية للبدن وزنها 80 طناً تبلغ قيمتها حوالي 10 ملايين دولار من الصين إلى روسيا، إلى جانب تركيا.,
كشفت البيانات المستندة إلى تقارير قانون السرية المصرفية (BSA) أن الشركات التي يوجد مقرها في الولايات المتحدة كانت تنتهك ضوابط التصدير الأمريكية التي تم تنفيذها في أعقاب الغزو الروسي لأوكرانيا. وتشير المعاملات المشبوهة إلى أنه تم تصدير البضائع الأمريكية إلى المستهلكين في روسيا. وبينما كانت بعض الشركات الأمريكية تتعامل بشكل مباشر مع كيانات روسية، كانت هناك شركات في بلدان أخرى اشترت البضائع الأمريكية نيابة عن المستخدمين النهائيين في روسيا. وكانت دولة الإمارات العربية المتحدة واحدة من هذه الدول الوسيطة التي كانت تسمح بحركة البضائع الحساسة من الولايات المتحدة إلى روسيا. وكانت شبكة من الشركات التي تتخذ من الإمارات العربية المتحدة مقراً لها، بما في ذلك بعض الشركات التي كانت تعمل في هونغ كونغ، تقوم بتوريد أشياء بما في ذلك الإلكترونيات ومكونات الكمبيوتر من الولايات المتحدة والصين وكوريا الجنوبية إلى روسيا.